# جوانينج
جوانينج هي بلدة تقع في جنوب بوتسوانا.